# La Madone de l'Eucharistie

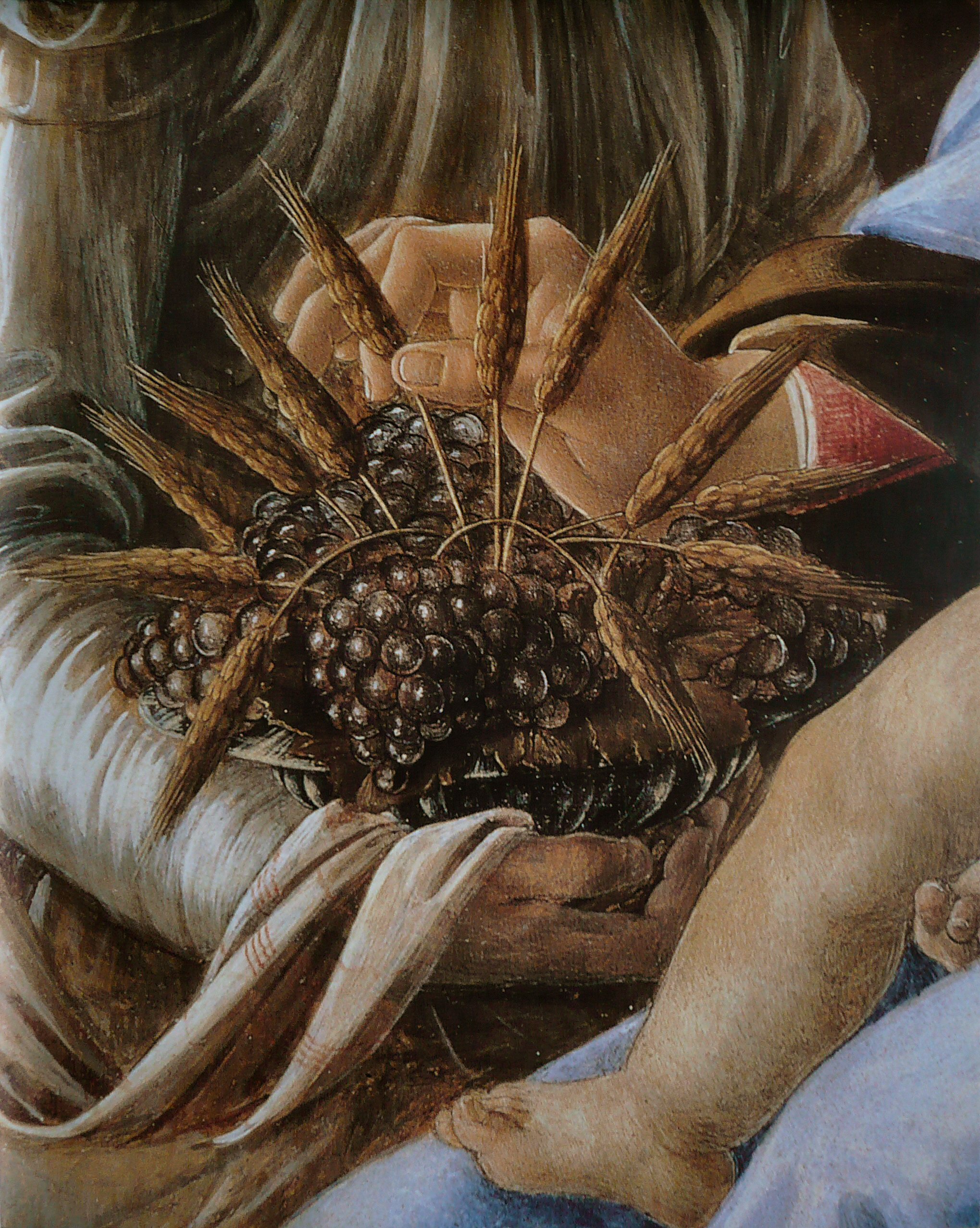
Détail de la corbeille

La Madone de l'Eucharistie (en italien : Madonna dell'Eucarestia), appelée aussi La Vierge à l'Enfant et un ange ou Madonna Chigi, est un tableau, peint vers 1470 par Sandro Botticelli.
Cette tempera sur panneau de format vertical 85 cm × 64,5 cm, est conservée au musée Isabella-Stewart-Gardner de Boston.

## Données historiques
Le tableau entre dans les collections du musée Isabella-Stewart-Gardner en 1899, après son achat auprès du prince Chigi.

## Description
Adossée au mur d'angle du portique délimitant l'hortus conclusus, Marie est représentée assise, de trois-quarts et tient l'Enfant Jésus sur ses genoux. Un ange adolescent, au visage inspiré des modèles de Verrocchio et éclairé d'un sourire, et dont la tête est ceinte d'un feuillage de myrte, vient de faire irruption par l'ouverture du mur et tend à Marie une corbeille remplie de grappes de raisin et décorée de douze épis de blé. Prudemment, la Vierge se saisit d'un épi, tandis que l'Enfant, dont la grâce enfantine des précédentes œuvres de Botticelli a disparu, lève la main droite en signe de bénédiction, avec tout le sérieux d'une personne consciente de son futur destin. 
Derrière ces trois personnages monumentaux du premier plan, une ouverture architecturée révèle en fond un paysage fluvial, dominé par des collines, avec une tour médiévale et une église.
André Chastel note la relation de cette iconographie avec la philosophie néoplatonicienne selon laquelle « l'Amour est ordonné à la Beauté parce que celle-ci manifeste le visage même du divin. ».

## Analyse
Jusque-là limité à l'arrière-plan de la scène, le symbolisme est, pour la première fois, introduit par le peintre également au premier plan, avec la nature morte de grappes de raisin et des douze épis de blé, allusion au pain et au vin de l'Eucharistie et aux apôtres de la Cène. 
L'allusion à la virginité de Marie est représentée par deux attributs issus du Cantique des cantiques, l'hortus conclusus « Tu es un jardin fermé, ma sœur, ma fiancée, une source fermée, une fontaine scellée. » (Ct 4:12) et la tour médiévale « Ton cou est comme la tour de David, bâtie pour être un arsenal ; mille boucliers y sont suspendus, tous les boucliers des héros. » (Ct 4:4).
Le portique ouvert sur un paysage fluvial atteste la maîtrise de la construction spatiale.

## Sources bibliographiques
- Botticelli. De Laurent le Magnifique à Savonarole, Milan, Skira, 2003, 246 p. (ISBN 978-88-8491-564-1), p. 138. Catalogue de l'exposition à Paris, musée du Luxembourg, du 1er octobre 2003 au 22 février 2004 et à Florence, palais Strozzi, du 10 mars au 11 juillet 2004, sous la direction de Daniel Arasse, Pierluigi De Vecchi, Patrizia Nitti
- Alexandra Grömling et Tilman Lingesleben (trad. de l'allemand par Stéphane Schoonover), Botticelli 1444/45-1510 [« Meister der italienischen Kunst - Botticelli »], Cologne, H.F. Ullmann, 2007, 120 p. (ISBN 978-3-8331-3810-2), p. 94.